# 用語集

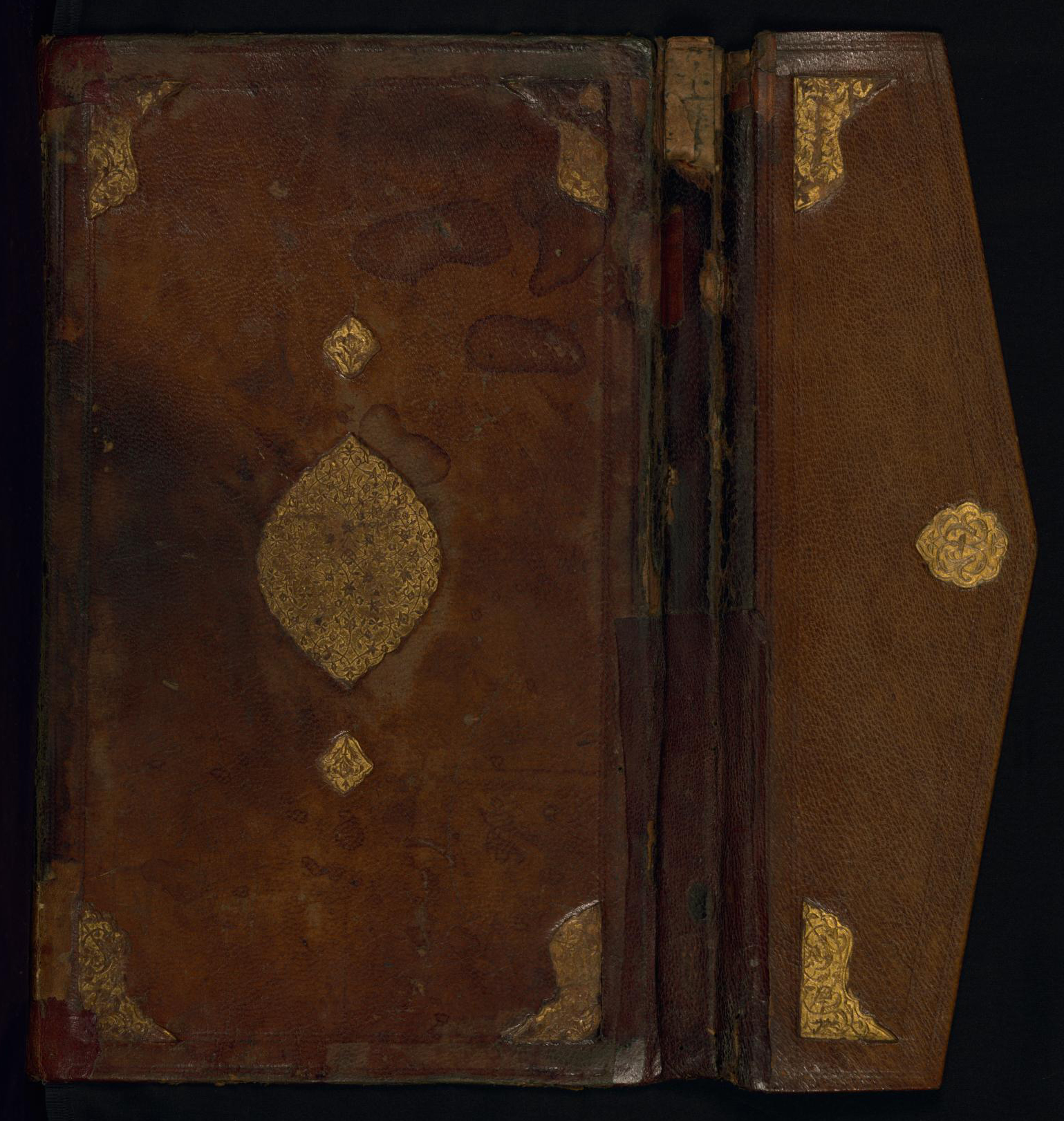
イスラームの法律用語集

用語集（ようごしゅう、英: glossary、英: vocabulary、clavis）は、ドメイン知識に特化したアルファベット順の学術用語の一覧であり、用語の定義も掲載される。
伝統的に、用語集は本の巻末にあり、本文中で新たに導入された、馴染みがないあるいは専門的な用語が掲載される。ノンフィクション本においては最もありふれたものだが、フィクション小説において馴染みがない用語を収めた用語集が付属する場合もある。
２ヶ国語の用語集は、ある言語における用語を第二言語で定義したものや他の言語における類義語でのグロスを収めた一覧である。
一般的な意味では、用語集は研究や活動の特定領域に関する概念を説明するものである。その意味においては、用語は存在論の概念に関係する。また、自動化された方式により、用語集が存在論あるいは計量的な語彙目録に変換されている。

## 歴史
中世ヨーロッパにおいて、Leiden Glossary（西暦800年頃）のように、ヴァナキュラー言語やより単純なラテン語におけるラテン語の単語の訳が掲載された用語集が使われていた。

## コア用語集
コア用語集は、特に研究の言語や分野への新規参入者に対して、概念が定義される単純な用語集あるいはen:defining dictionaryである。重要で頻出する概念の実用的な語彙と定義が収められ、大抵は教養において有用な熟語や比喩が含まれる。

## 用語の自動抽出
最近では、コーパスあるいはウェブ上から用語を自動抽出する計算科学的なアプローチが発展している。一般的に、このような方法はドメイン知識から始まり、関心がある用語の1つ以上のグロスが抽出される。さらに、グロスの分析によって定義された用語の上位概念や語彙的、意味的な関係を抽出できる。